# Levin von Marschalck

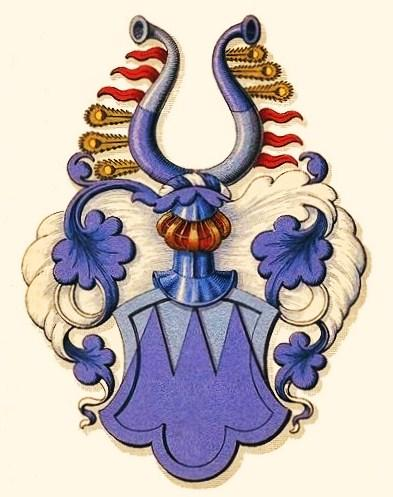
Wappen der Marschalck von Bachtenbrock

Levin von Marschalck auf Hutloh (Hechthausen) und Aschhorn (* um 1585; † Oktober 1629 in Glückstadt) war ein erzstiftisch-bremischer Landdrost und Kanzler der Deutschen Kanzlei von König Christian IV. von Dänemark und Norwegen.

## Biografie

### Familie
Marschalck entstammte der Familie Marschalck von Bachtenbrock aus erzstiftisch-bremischem Uradel. Er wurde als zweiter Sohn des Franz von Marschalck auf Geesthof (im Kirchspiel Hechthausen) und der Katharina von der Kuhla geboren.
Marschalck heiratete um 1614 Jutta von Marschalck (1585–1655), eine entfernte Verwandte, deren Vater Jürgen von Marschalck, erbgesessen auf Rittergut Hutloh, ein Vetter dritten Grades seines Vaters Franz von Marschalck war. Da Jürgen von Marschalck keine männlichen Erben hinterließ, ging der Besitz von Hutloh auf seinen Schwiegersohn Levin von Marschalck über. Das Gut Hutloh befindet sich noch heute in Händen der Nachfahren von Levin und Jutta von Marschalck. Aus der Ehe gingen folgende Kinder hervor:
- Johann Friedrich von Marschalck (1618–1679), Reichskanzler von Norwegen
- Augusta Margaretha (1617–1654), vermählt mit Ove Skade (Offe Schade)
- Franz von Marschalck (1618–1639), Domherr zu Bremen
- Jürgen (Georg) von Marschalck (1626–1696), königl. schwedischer Regierungsrat und Präsident der bremischen Ritterschaft.

### Ausbildung und Beruf
Marschalck studierte ab Sommersemester 1600 an der Universität Jena. 1602 wurde er – möglicherweise auf Empfehlung eines Stammvetters, des Domdekans Franz von Marschalck – als Kanonikus in das Bremer Domkapitel aufgenommen. Mit Vollendung seines zwanzigsten Lebensjahres erhielt er 1605 als Canonicus emancipatus die vollen Rechte als Domherr.
1607 wurde Marschalck von Herzog Adolf von Schleswig-Holstein-Gottorf, einem Bruder des damals im Erzstift Bremen regierenden Erzbischofs Johann Friedrich, zum holsteinischen Rat „von Haus aus“ ernannt. Sein Amt als Domherr der Kathedrale zu Bremen behielt er jedoch bei.
Im April 1612 wurde Marschalck vorübergehend seines Amtes enthoben und seiner Präbende für verlustig erklärt, da er sich mit Johann Otto von der Decken, trotz eines vom Domkapitel ausgesprochenen Verbots, duelliert hatte. Auf Fürsprache des Erzbischofs wurde er jedoch wenig später wieder in seine alten Rechte eingesetzt.
Ostern 1615 wurde Marschalck in der Nachfolge seines Stammvetters Johann von Marschalck zum Landdrost des Erzstifts Bremen ernannt und damit in das damals wohl wichtigste Amt innerhalb der erzbischöflichen Beamtenschaft berufen. Mit der Übernahme dieses Dienstes legte Levin von Marschalck sein Kanonikat bei der Domkirche zu Bremen nieder, trat indes als Propst des Klosters Neuenwalde zugleich ein neues geistliches Amt an. 1624 wurde er außerdem Propst des, auch zu jener Zeit noch überwiegend katholischen, Klosters Zeven.
Als der dänische König Christian IV. den Versuch unternahm, seinen politischen Einfluss in Norddeutschland zu verstärken, indem er seinen Sohn Friedrich (den späteren König Friedrich III. von Dänemark) zum Koadjutor des Erzstifts Bremen und damit zum designierten Nachfolger des regierenden Erzbischofs Johann Friedrich wählen lassen wollte, stand Marschalck als Landdrost des Erzstifts diesem Vorhaben des Monarchen zunächst ablehnend gegenüber. Vermutlich dank finanzieller Zuwendungen gelang es Christian IV. jedoch, bei Levin von Marschalck, ebenso wie beim Kapitel des Bremer Doms, einen Gesinnungswandel herbeizuführen, so dass die Wahl Friedrichs zum Koadjutor – nicht zuletzt infolge massiven Einwirkens durch Levin von Marschalck – schließlich erfolgen konnte.
Marschalcks Unterstützung in dieser wichtigen Angelegenheit war möglicherweise einer der Gründe dafür, dass ihn 1623 König Christian IV. – mit Duldung des Erzbischofs Johann Friedrich – zum königlich dänischen Geheimrat (von Haus aus) ernannte und dadurch enger an sein Haus band.
Die schwankende Haltung des Erzbischofs Johann Friedrich im Dänisch-niedersächsischen Krieg bewog Levin von Marschalck, sich gänzlich auf die Seite Christians IV. zu schlagen. Zum Ausdruck kam diese veränderte Haltung zuerst durch seine Mithilfe bei der Besetzung des erzbischöflichen Residenzschlosses (Bremer-)Vörde mittels dänischer Söldner im Juni 1626, indem er durch eine List den dänischen Truppen den Zugang zur Residenz öffnete, ohne dass diese auf nennenswerten Widerstand stießen. Der Erzbischof, der zu diesem Zeitpunkt im Schloss Vörde weilte und der Okkupation seiner Residenz tatenlos zusehen musste, legte Levin dieses Verhalten als Bruch des Treueides aus, den er bei Übernahme seines Landdrostenamtes geleistet hatte. Später ließ Johann Friedrich Levin von Marschalcks Güter Rittergut Hutloh und Gut Aschhorn konfiszieren und sie dem kaiserlichen Feldmarschall Graf Anholt übertragen. Obwohl Christian IV. in der Schlacht bei Lutter am Barenberge im August 1626 eine schwere Niederlage gegen die Truppen des deutschen Kaisers und der katholischen Liga erlitten hatte, hielt Levin auch in diesen schweren Zeiten seinem neuen Dienstherrn die Treue. Zur Belohnung dafür, aber wohl auch auf Grund seiner diplomatischen Fähigkeiten, ernannte ihn Christian IV. im April 1628 zum Kanzler seiner Deutschen Kanzlei und übertrug ihm damit eines der wichtigsten Ämter des dänischen Königreichs.
Marschalcks Stärke lag auf dem Gebiet der Diplomatie und der diplomatischen Publizistik. Gerade wegen seines diplomatischen Geschicks berief ihn Christian IV., der durch eine Reihe von unglücklichen Feldzügen gegen Ende des zweiten Jahrzehnts des 17. Jahrhunderts in eine schwierige Lage geraten war und nach Möglichkeiten für einen Frieden mit dem deutschen Kaiser suchte, als eines von sechs Mitgliedern in die dänische Verhandlungsdelegation, die im Januar 1629 in Lübeck Friedensgespräche mit der Gegenseite aufnahm.
In die Zeit der Lübecker Friedensverhandlungen fällt die Edition einer Denkschrift, die zu den aufsehenerregendsten der damaligen Zeit gerechnet wird und massenhaft Verbreitung fand. Als ihr Verfasser wird allgemein Levin von Marschalck angesehen. Sie trägt den Titel Wilt du den Kayser sehen? So siehe hinten in diesen Brieff. Zwar ist hier kein Verfasser angegeben, jedoch wird am Ende der Schrift suggeriert, es handle sich hierbei um ein Memorandum, welches der Feldmarschall Johann Aldringer, der an den Friedensverhandlungen in Lübeck auf kaiserlicher Seite teilnahm, seinem Kaiser Ferdinand II. übergeben habe, das aber zuvor von einem Diener der dänischen Seite heimlich abgeschrieben worden sei. Aufgrund des Inhalts dieser Schrift, in der zwischen den Zeilen immer wieder betont wird, dass die kaiserliche Politik auf Lug und Trug beruhe, kommt Aldringer als Verfasser jedoch nicht in Frage. Vielmehr erklärte bereits im August 1629 der kaiserliche Resident in Hamburg, Dr. Menzel auf das Bestimmteste, der Autor dieser Schrift sei Levin von Marschalck, „ein Däne … (und) ein sehr gefährlicher Mann“.
Inzwischen gibt es kaum noch Zweifel an der Urheberschaft Marschalcks an dieser Schrift. Er legt darin Aldringer in den Mund, Kaiser Ferdinand II. solle „das Römische Reich unter einmühtigen Gehorsamb der allein selig machenden Römischen Kirchen“ bringen. Dazu müsse er sich der Kurfürsten des Reichs, die eigene Interessen verfolgten und teilweise mit den Feinden des Reichs verbündet seien, insbesondere aber des Kurfürsten von Bayern, entledigen. Aus diesem Grunde solle er in Friedensverhandlungen mit Dänemark eintreten und sich auch die übrigen auswärtigen Mächte zu Freunden machen, um von diesen nicht bei diesem seinem Vorhaben gestört zu werden. Dann könne er darangehen, die Reichsfürsten Schritt für Schritt zu entmachten und durch ihm genehme Personen zu ersetzen.
Mit dieser, Johann Aldringer untergeschobenen Denkschrift beabsichtigte Levin von Marschalck in erster Linie, den Kaiser und die ihm ergebenen Fürsten gegeneinander aufzuwiegeln und dadurch den Druck auf den König von Dänemark abzuschwächen. Dieses Unterfangen blieb zwar im Großen und Ganzen wirkungslos, hatte aber den Erfolg, „den gemeinen Pöbel völlig in eine Rebellion zu setzen“, wie der kaiserliche Gesandte in Hamburg feststellte.
Unter Levin von Marschalcks maßgeblicher Mitwirkung wurde schließlich im Mai 1629 der Frieden von Lübeck geschlossen, nach dessen Bestimmungen König Christian IV. alle seine vom Feind besetzten Gebiete zurückerhielt, sich aber im Gegenzug verpflichten musste, auf jede weitere Einmischung in Angelegenheiten des Reiches – soweit sie nicht das Herzogtum Holstein betrafen – zu verzichten.
Nach diesem Friedensschluss wurde Levin im Sommer 1629 noch einmal in diplomatischer Mission in die Niederlande gesandt. Nach seiner Rückkehr erkrankte er in Glückstadt schwer, so dass der Gouverneur der Stadt König Christian am 29. September die Mitteilung machte, Levin liege in den letzten Zügen. Kurz darauf verstarb Levin von Marschalck im Alter von 44 Jahren.
Von Marschalck sind keine bildlichen Darstellungen bekannt. Einen Eindruck von seinem Aussehen und seiner Wesensart gibt Ludvig Holberg, der ihn wie folgt beschreibt: „Er war völlig von Leibe, hatte ein dickes Gesicht, eine hohe Stirn und einen breiten Bart nach dem deutschen Schnitt. Er redete gut Französisch, war fromm, leutselig, in Staatssachen wohl erfahren und entdekte seine Meynung mit Aufrichtigkeit“.

## Weblink
- Digitalisat der Denkschrift "Wilt du den Kayser sehen? So siehe hinten in diesen Brieff" (Download)

| Personendaten    | Personendaten         |
| ---------------- | --------------------- |
| NAME             | Marschalck, Levin von |
| KURZBESCHREIBUNG | deutscher Domherr     |
| GEBURTSDATUM     | um 1585               |
| STERBEDATUM      | Oktober 1629          |
| STERBEORT        | Glückstadt            |